# Amtsgericht Ludwigsstadt

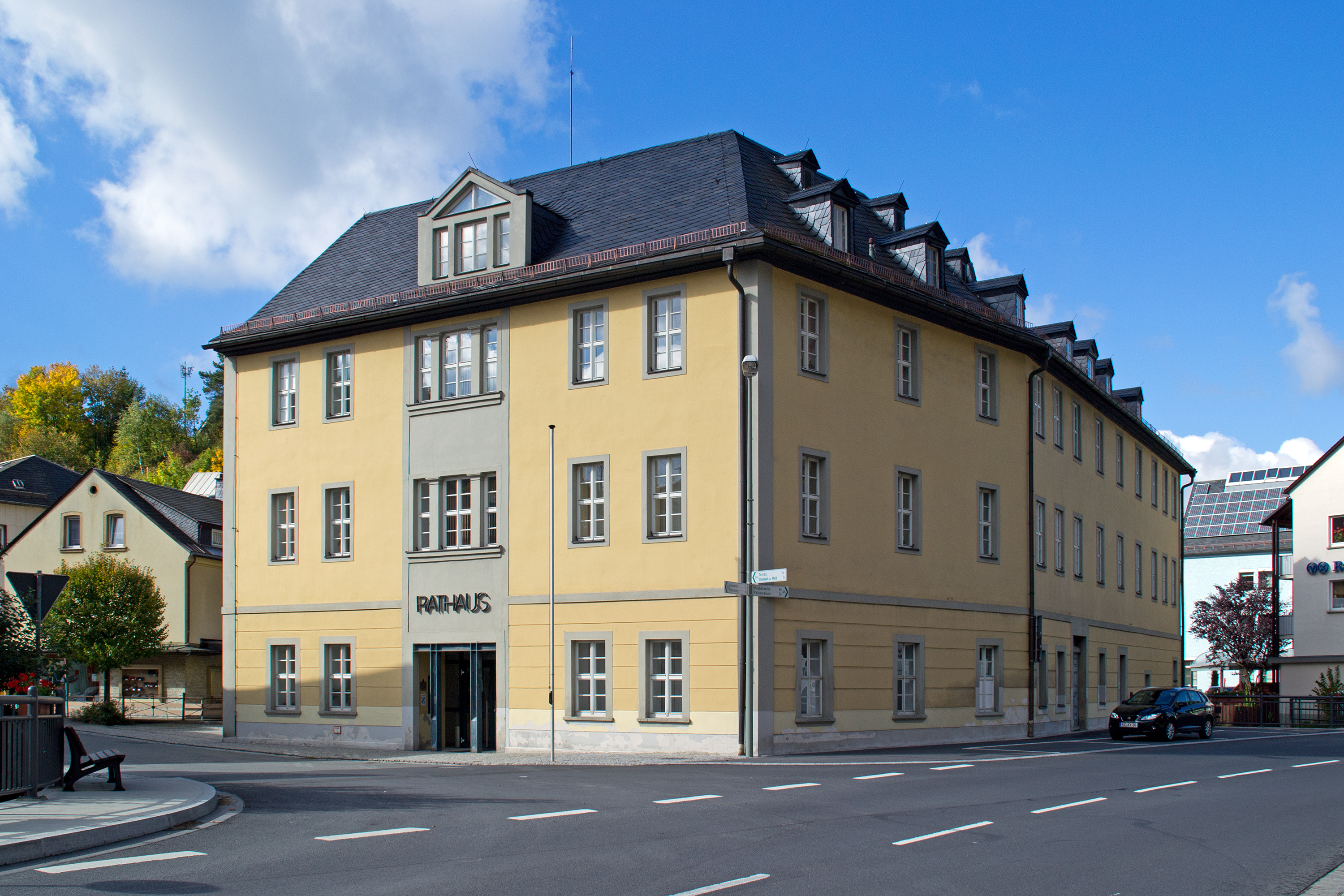
Ehemaliges Amtsgericht, jetzt Rathaus der Stadt Ludwigsstadt (2012)

Das Amtsgericht Ludwigsstadt war ein von 1879 bis 1945 bestehendes bayerisches Gericht der ordentlichen Gerichtsbarkeit mit Sitz in Ludwigsstadt.
Anlässlich der Einführung des Gerichtsverfassungsgesetzes am 1. Oktober 1879 kam es zur Errichtung eines Amtsgerichts zu Ludwigsstadt, dessen Sprengel aus dem Bezirk des aufgehobenen Landgerichts Ludwigsstadt mit den damaligen Gemeinden Brauersdorf, Buchbach, Ebersdorf, Förtschendorf, Friedersdorf, Haßlach, Hirschfeld, Kehlbach, Kleintettau, Langenau, Lauenhain, Lauenstein, Ludwigsstadt, Marienroth, Ottendorf, Pressig, Reichenbach, Rothenkirchen, Steinbach an der Haide, Steinbach am Wald, Tettau, Teuschnitz, Welitsch, Wickendorf und Windheim gebildet wurde.
Die nächsthöhere Instanz war bis zum 1. April 1921 das Landgericht Bamberg, danach das Landgericht Coburg. Durch die Aufhebung des Amtsgerichts Nordhalben am 1. Oktober 1929 erweiterte sich der Amtsgerichtsbezirk Ludwigsstadt noch um den Ort Rappoltengrün.
Nach der kriegsbedingten Herabstufung des Amtsgerichts Ludwigsstadt zur Zweigstelle des Amtsgerichts Kronach und der Bestätigung dieser Maßnahme in den Jahren 1956 und 1959 erfolgte am 1. Juli 1973 die Aufhebung dieses Zweigstellengerichts.
Das Gericht befand sich an der Lauensteiner Straße 1 in einem dreigeschossigen Satteldachbau aus dem frühen 19. Jahrhundert, welcher heutzutage als Rathaus der Stadt Ludwigsstadt fungiert.